# 寇白門
寇白門（1624年—？），原名寇湄，字白門，人称女侠，朱國弼之妻，明末歌妓，是秦淮八艷之一。

## 生平
天啟四年生（1624年），十八岁时嫁给大明撫寧侯朱國弼。1645年清军南下，朱國弼归降清朝，后被捕要求赎金。寇白門为其筹得白银两万两赎回，但拒绝再与朱國弼有瓜葛。寇白门流落到秦淮歌楼，后因病去世。